# Campeonato de Tercera División 1943 (Argentina)
El Campeonato de Tercera División 1943, oficialmente Primera Amateur 1943, fue el torneo que constituyó la novena temporada de la tercera división de argentina en la era profesional de la rama de los clubes directamente afiliados a la AFA y la novena edición de la Tercera División bajo esa denominación. También fue el primer torneo bajo la denominación de Primera Amateur, debido a la profesionalización de la Segunda División. Fue disputado por 10 equipos.
Los nuevos participantes fueron San Telmo, nuevo afiliado por AFA, y Sportivo Alsina y El Porvenir, descendidos de la Segunda División.
Se consagró campeón El Porvenir y obtuvo el ascenso. Los Andes también obtuvo un ascenso por decisión administrativa. No hubo descendidos ya que no existía categoría inmediatamente inferior.

## Ascensos y descensos
| Desafiliados     |
| ---------------- |
| Bella Vista      |
| Sp. Buenos Aires |
| Estrella Blanca  |
| Marplatense      |
| Sp. Palermo      |

| Posición | Ascendidos a la Segunda División |
| -------- | -------------------------------- |
| 1.º      | Estudiantes                      |
| Prom.    | Argentino de Quilmes             |

| Nuevos afiliados |
| ---------------- |
| San Telmo        |

| Posición | Descendido de la Segunda División |
| -------- | --------------------------------- |
| 16.º     | Sportivo Alsina                   |
| 17.º     | El Porvenir                       |

| 1. |

- De esta manera, el número de participantes se redujo a 10.

## Equipos
| Equipo            | Ciudad          |
| ----------------- | --------------- |
| Sp. Alsina        | Valentín Alsina |
| Barracas Central  | Buenos Aires    |
| Boulogne          | Boulogne        |
| Central Argentino | Villa Maipú     |
| Deportivo Huracán | San Justo       |
| El Porvenir       | Gerli           |
| J. J. de Urquiza  | Caseros         |
| Liniers Sud       | San Justo       |
| Los Andes         | Lomas de Zamora |
| San Telmo         | Isla Maciel     |

### Distribución geográfica de los equipos
| Región                                                                                                 | Cant. | Equipos                            |
| --- | ----- | ---------------------------------- |
| Partido de La Matanza                                                                                  | 2     | Huracán de San Justo y Liniers Sud |
| [[Archivo:\|20x20px\|border\|Bandera de Partido de Lanús]] Partido de Lanús                            | 2     | El Porvenir y Sp. Alsina           |
| Ciudad de Buenos Aires                                                                                 | 1     | Barracas Central                   |
| Partido de Avellaneda                                                                                  | 1     | San Telmo                          |
| [[Archivo:\|20x20px\|border\|Bandera de Partido de Lomas de Zamora]] Partido de Lomas de Zamora        | 1     | Los Andes                          |
| [[Archivo:\|20x20px\|border\|Bandera del Partido de General San Martín]] Partido de General San Martín | 1     | Central Argentino                  |
| [[Archivo:\|20x20px\|border\|Bandera de Partido de San Isidro]] Partido de San Isidro                  | 1     | Boulogne                           |
| Partido de Tres de Febrero                                                                             | 1     | J. J. de Urquiza                   |

## Formato
Los 10 clubes se enfrentaron entre sí a dos ruedas por el sistema de todos contra todos. Al finalizar el torneo, el ganador se consagró campeón y obtuvo el único ascenso en disputa a la Segunda División. No hubo descensos ya que no había categoría inmediatamente inferior.

## Tabla de posiciones final
| Pos. | Equipo               | Pts. | PJ | PG | PE | PP | GF | GC | Dif. |
| ---- | -------------------- | ---- | -- | -- | -- | -- | -- | -- | ---- |
| 1.º  | El Porvenir          | 28   | 18 | 12 | 4  | 2  | 63 | 18 | 45   |
| 2.º  | Sp. Alsina           | 25   | 18 | 11 | 3  | 4  | 55 | 31 | 24   |
| 3.º  | Barracas Central     | 24   | 18 | 11 | 2  | 5  | 41 | 25 | 16   |
| 4.º  | Los Andes            | 22   | 18 | 10 | 2  | 6  | 62 | 36 | 26   |
| 5.º  | J. J. de Urquiza     | 19   | 18 | 8  | 3  | 7  | 29 | 37 | −8   |
| 6.º  | San Telmo            | 17   | 18 | 8  | 1  | 9  | 36 | 40 | −4   |
| 7.º  | Boulogne             | 15   | 18 | 6  | 3  | 9  | 27 | 41 | −14  |
| 8.º  | Liniers Sud          | 12   | 18 | 4  | 4  | 10 | 26 | 45 | −19  |
| 9.º  | Central Argentino    | 10   | 18 | 4  | 2  | 12 | 23 | 61 | −38  |
| 10.º | Huracán de San Justo | 8    | 18 | 3  | 2  | 13 | 27 | 55 | −28  |

|  | Se consagró campeón y ascendió a Segunda División.                   |
|  | Fue promovido a Segunda División por decisión administrativa de AFA. |